# 마쓰다이라 노부토미 (1680년)
마쓰다이라 노부토미(일본어: 松平宣富)는 에도 시대 중기의 다이묘로서 미마사카 쓰야마번 초대 번주이다.
| 전임 모리 아쓰토시 | 제1대 쓰야마번 번주 (에치젠 마쓰다이라 가문) 1698년 ~ 1721년 | 후임 마쓰다이라 아사고로 |